# Babi Rossi
Bárbara Cristina "Babi" Rossi (São Paulo, 9 de fevereiro de 1990) é uma modelo, apresentadora, repórter e veterinária brasileira. Babi participou de A Fazenda 7 em 2014, onde foi vice-campeã.

## Carreira
Antes de virar assistente de palco do Pânico na TV, ganhou experiência no cargo trabalhando nos programas O Melhor do Brasil (2008) e Brothers (2009). Estreou no dia 18 de abril de 2010 e, com a mudança do programa para a Band, foi a única das antigas panicats que permaneceu. Anunciou sua saída do Pânico na Band no dia 22 de agosto de 2013, via Instagram.
Em abril de 2014, integrou o time de apresentadores do Muito Show, saindo em setembro para participar da sétima temporada do reality show A Fazenda. A competição terminou com ela sendo vice-campeã e recebendo um carro 0km como prêmio. Em 2015, foi repórter do TV Fama, e no ano seguinte do Tá Sabendo?, na mesma emissora. Em 2016, estreou como atriz de teatro na peça Dois Casais em Maus Lençóis, de Roberto Freitas. Em agosto de 2017, retornou para o Pânico junto com Dani Bolina e Thaís Bianca para participar do reality "Largagas e Peladas". O jogo se passava em uma ilha e era comandado pelas Gagas de Ilhéus. A vencedora ganharia um "quadro internacional", tendo também na disputa 3 atuais panicats e 3 aspirantes a panicat. Babi terminou a disputa entre as três semifinalistas.
Foi estrela de capa da VIP (junho de 2010) e da Playboy (abril de 2011), e saiu duas vezes no site Paparazzo. Além de figurar em videoclipes de alguns artistas, já tentou seguir a carreira de cantora, lançando em 2013 as canções "A Revanche da Piriguete" e "Eu Sou Zika". Em 2017, lançou um canal no YouTube chamado "Barbarize".
Em 2018, Babi iniciou o curso de medicina veterinária na Universidade Anhembi Morumbi, em São Paulo. Ela disse que nunca descartou fazer uma faculdade e, apaixonada por animais, escolheu cursar veterinária e quer se especializar em cirurgias de animais de pequeno porte. “Quando saí da escola era um pouco perdida sobre qual profissão deveria seguir e o caminho me guiou para a televisão. Mas já tenho 28 anos e decidi ter uma profissão que sei que é para o resto da minha vida. A faculdade é bem complexa, mas estou adorando”, contou ela, que ainda faz trabalho como modelo e presenças VIP. “Eu poderia ter começado a estudar antes, mas nunca é tarde. O que a gente precisa é ter atitude e iniciativa”, aconselhou Babi. No final de 2022, ela terminou o curso.

## Controvérsias
Sua carreira como panicat foi recebida com muitas controvérsias e a mais proeminente foi o episódio da cabeça raspada. Em 22 de abril de 2012, ela raspou a cabeça ao vivo na televisão. O público inicialmente achou que era falso, mas percebeu que era real no final do programa. Rossi não sabia da raspagem da cabeça e ficou realmente chocada com a decisão da direção; ela tentou argumentar, mas não funcionou e, em seguida, quando ela estava chorando por ajuda, a equipe impiedosamente fez o trabalho.
Críticos de televisão, blogueiros e jornais criticaram severamente o programa, afirmando que a decisão deles foi exagerada. O programa teve o recorde do episódio mais assistido na história do Pânico e teve uma participação recorde no público. "Bald Babi" tornou-se o tema quente de discussão em sites de redes sociais como Facebook e Twitter, e com esse episódio em particular, ela ganhou atenção internacional e imensa fama. Para a surpresa de todos, Rossi depois respondeu à controvérsia de maneira branda e disse que gostou.
No entanto, em 2014 e em 2016, em duas entrevistas separadas em dois programas separados, ela divulgou a verdade sobre o que realmente aconteceu. Ela não foi informada de que ia ter a cabeça raspada e também não queria que isso acontecesse. Ela achava que, por ter a cabeça raspada, receberia um bônus ou uma recompensa, como um upgrade de uma exibição para o elenco regular do programa. Ela achava que o fato de ter falado sobre como ela 'gostava' da cabeça e se recusar a abrir processos contra os produtores significaria que ela receberia uma recompensa. Ela nunca recebeu uma recompensa. Ela ficou muito deprimida e ganhou peso por causa de sua cabeça careca. A única coisa que aconteceu para o benefício dela foi que se tornou apresentadora do programa apenas para o episódio seguinte ao episódio do ocorrido.

## Vida pessoal
Babi foi casada com o bilionário Olin Batista, filho de Eike Batista. A modelo sofria preconceito por ser casada com Olin, porque achavam que era por interesse. Na Fazenda, Babi também teve um relacionamento com o cantor Leo Rodriguez, mas o relacionamento não foi pra frente. Babi revela que pretende se casar e ter filhos.

## Carreira

### Televisão
| Ano       | Título             | Emissora | Nota                                  |
| --------- | ------------------ | -------- | ------------------------------------- |
| 2008      | O Melhor do Brasil | RecordTV | Assistente de palco                   |
| 2009      | Brothers           | RedeTV   | Assistente de palco                   |
| 2010-2012 | Pânico na TV       | RedeTV   | Panicat                               |
| 2012-2013 | Pânico na Band     | Band     | Panicat                               |
| 2014      | Muito Show         | RedeTV   | Apresentadora                         |
| 2014      | A Fazenda 7        | RecordTV | Participante/Vice-Campeã              |
| 2015      | TV Fama            | RedeTV   | Repórter                              |
| 2016      | Tá Sabendo?        | RedeTV   | Repórter                              |
| 2017      | Pânico na Band     | Band     | Semifinalista do "Largagas e Peladas" |

### Teatro
| Ano  | TItulo                      | Escrito por     | Escrito por     |
| ---- | --------------------------- | --------------- | --------------- |
| 2016 | Dois Casais Em Maus Lençóis | Roberto Freitas | Roberto Freitas |

### Música
| Ano  | Single                    | Single                    | Single                    |
| ---- | ------------------------- | ------------------------- | ------------------------- |
| 2013 | "A Revanche da Piriguete" | "A Revanche da Piriguete" | "A Revanche da Piriguete" |
| 2013 | "Eu Sou Zika"             |                           |                           |

### Internet
| Ano  | Título              |
| ---- | ------------------- |
| 2017 | Barbarize com a Vet |